# Lista de Membros Correspondentes da Academia Brasileira de Ciências Empossados em 1986
Esta lista contém os nomes dos membros correspondentes da Academia Brasileira de Ciências empossados em 1986. 
| Imagem | Nome           | Datas de nascimento e falecimento | Local de nascimento | Área de especialização | Alma mater | Data de posse       | Conhecido por | Referências |
| ------ | -------------- | --------------------------------- | ------------------- | ---------------------- | ---------- | ------------------- | ------------- | ----------- |
|        | Laurie J. Vitt | 20 de agosto de 1945              |                     | Ciências Biológicas    |            | 12 de março de 1986 |               | [ 2 ] [ 3 ] |